# Ski- og Ballklubben Drafn
Lo Ski- og Ballklubben Drafn è una società calcistica norvegese con sede nella città di Drammen. Milita nella 5. divisjon, sesto livello del campionato norvegese.

## Storia
Il Drafn militò nella massima divisione del campionato norvegese nei primi tre anni d'esistenza dello stesso: 1937-1938, 1938-1939 e 1947-1948. Precedentemente, il club raggiunse la finale di Coppa di Norvegia 1927, perdendo però contro lo Ørn. Inoltre, il club fu sconfitto in semifinale della stessa competizione in otto circostanze, tra il 1914 ed il 1939. Il Drafn visse i suoi migliori anni fino allo scoppio della seconda guerra mondiale. Successivamente, il club si ritrovò nelle divisioni inferiori del calcio norvegese e milita attualmente nella 5. divisjon.

## Allenatori
L'elenco degli allenatori è ricavato dal sito ufficiale del club.
- 1910-1911  Sigurd Bolstad
- 1912  Bj. Friis Raastad
- 1913-1914  Jens Evensen
- 1915  Mr. Waithley e  Bjarne Danielsen
- 1916-1917  Fritz Bøhm
- 1918  Carl Hansen
- 1919-1921  Jens Rølles
- 1922-1923  Arthur Mosness
- 1924  Bjarne Myhre
- 1925  Leif Lapidus
- 1926  Bjarne Danielsen
- 1927  Josef Wahlin e  Mr. Harvey
- 1928  Martin Johansen
- 1929  Harald Halvorsen
- 1930  Arnt Fuhre
- 1931  Harald Halvorsen
- 1932  Fritz Ludvigsen
- 1933-1935  Karsten Svang
- 1936  Josef Wahlin
- 1937-1938  Karsten Svang
- 1939-1940  Martin Johansen
- 1940  Lyder Grønneberg
- 1941-1943  Kjell Nilsen
- 1943-1945  Magne Ulsbøl
- 1946  Einar Magnusson
- 1947  Gunnar Gunnersen
- 1948-1949  Pauli Jørgensen
- 1950  Kristian Henriksen e  Hans Kleven
- 1951  ?
- 1952  Øivind Halvorsen
- 1953  ?
- 1954-1955  Wilhelm Kment
- 1956  Karsten Svang e  Arnt Fuhre
- 1957-1959  ?
- 1960  Gunnar Hovde
- 1961  Einar Hartz Friis
- 1962-1963  Rolf Lund
- 1964-1965  Arne Hoel
- 1966  Hilmar Larsen
- 1967-1968  Leif Klemetzen
- 1969  Jan Halvorsen,  Bjørn Harald Ottesen
 Odd Jørgen Svennevig e  Erik Bjørløw-Larsen
- 1970  Ulf Hagen
- 1971  Terje Gulbrandsen
- 1972-1973  Øivind Johannessen
- 1974  Jan Halvorsen
- 1975-1977  Per Knudsen
- 1978  Åge Formoe
- 1979  Åge Formoe e  Odd Arild Amundsen
- 1980  Odd Arild Amundsen
- 1981  Tor Johnsen
- 1982  Per Knudsen
- 1983-1984  Helge Moen
- 1985-1989  Arve Fjeld
- 1990  Kjell Ramberg
- 1991-1994  Bård Wiggen
- 1995-1997  Jon Røgeberg
- 1998-2000  Ståle Brandsrud
- 2001  Tony Westerlund e  Anders Bøthun
- 2002-2003  Tom Bråthen
- 2004  Ståle Brandsrud
- 2005  Jann Rindsem
- 2006  Roger Johansen
- 2007-oggi  Adnan Mughal

## Palmarès

### Competizioni nazionali
- 3. divisjon: 1

1997

### Altri piazzamenti
- Coppa di Norvegia:

Finalista: 1927
Semifinalista: 1914, 1923, 1926, 1933, 1934, 1939